# Cacyreus lingeus
Cacyreus lingeus är en fjärilsart som beskrevs av Stoll 1782. Cacyreus lingeus ingår i släktet Cacyreus och familjen juvelvingar. Inga underarter finns listade i Catalogue of Life.

## Bildgalleri

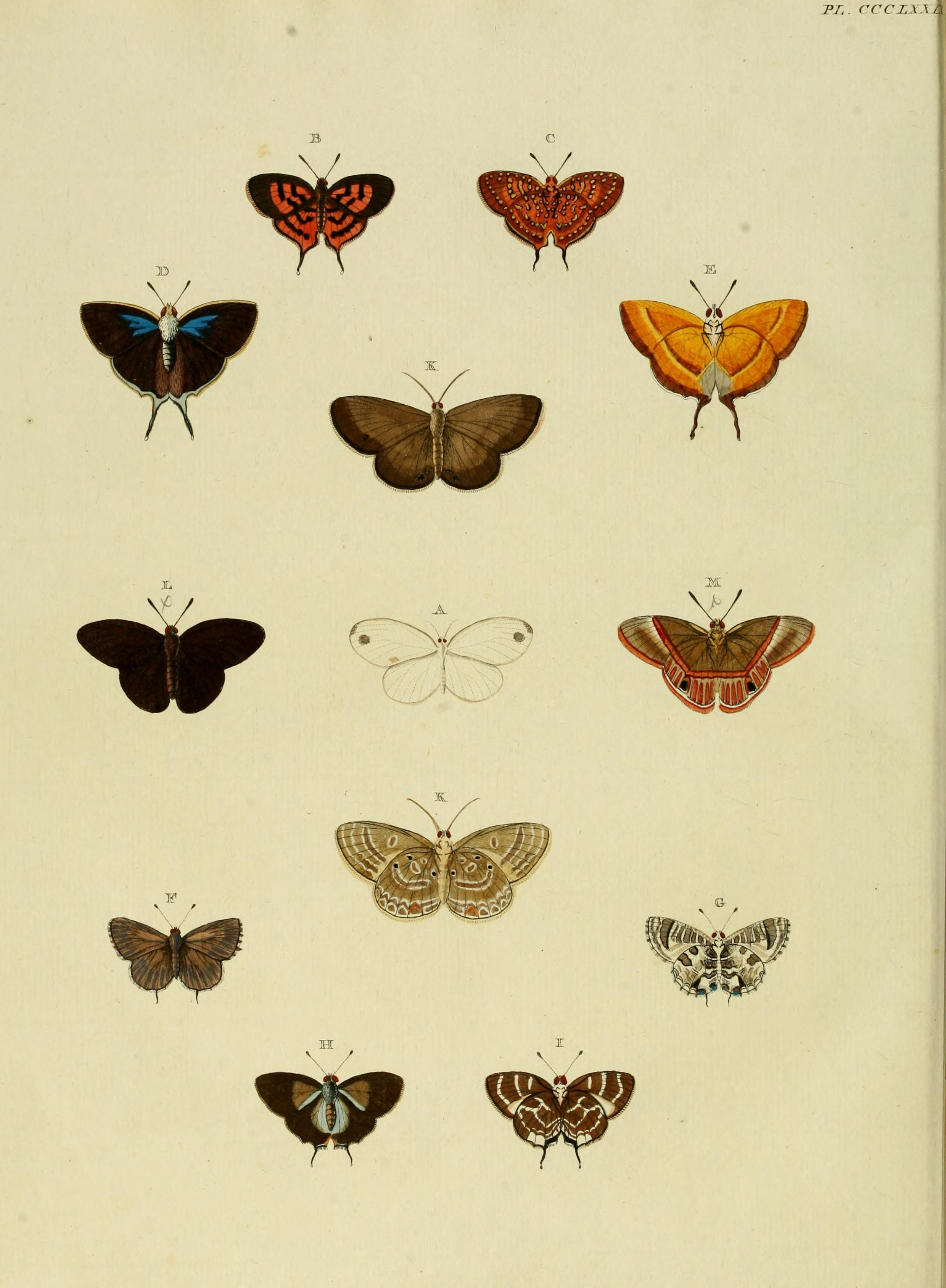